# Otta (Norvège)
Otta est une ville norvégienne, centre administratif de la commune de Sel, située dans le comté d'Innlandet. La population s'élevait à 1 715 habitants en 2020.

## Géographie
La ville est située au confluent du Gudbrandsdalslågen avec la rivière Otta, à 110 km au nord-ouest de Lillehammer.